# Pingyang (köpinghuvudort i Kina, Heilongjiang Sheng, lat 46,60, long 123,54)
Pingyang (kinesiska: 平洋, 平洋镇) är en köpinghuvudort i Kina. Den ligger i provinsen Heilongjiang, i den nordöstra delen av landet, omkring 260 kilometer väster om provinshuvudstaden Harbin. Antalet invånare är 21 530. Befolkningen består av 10 744 kvinnor och 10 786 män. Barn under 15 år utgör 13,0 %, vuxna 15-64 år 79 %, och äldre över 65 år 7,0 %.
Runt Pingyang är det ganska tätbefolkat, med 80 invånare per kvadratkilometer. Pingyang är det största samhället i trakten. Trakten runt Pingyang består till största delen av jordbruksmark.
Genomsnittlig årsnederbörd är 631 millimeter. Den regnigaste månaden är juli, med i genomsnitt 196 mm nederbörd, och den torraste är januari, med 4 mm nederbörd.